# Jean Marcelin
Jean Harisson Marcelin (Le Port, Francia, 12 de febrero de 2000) es un futbolista malgache que juega como defensa en el SK Rapid Viena de la Bundesliga.

## Clubes
| Club                       | País    | Año       |
| -------------------------- | ------- | --------- |
| A. J. Auxerre              | Francia | 2018-2020 |
| A. S. Monaco F. C.         | Francia | 2020-2023 |
| Círculo de Brujas (cedido) | Bélgica | 2020-2021 |
| Círculo de Brujas (cedido) | Bélgica | 2022-2023 |
| F. C. Girondins de Burdeos | Francia | 2023-2024 |
| Beitar Jerusalén           | Israel  | 2024-2025 |
| SK Rapid Viena             | Austria | 2025-     |